# Antoni Tronina
Antoni Tronina (ur. 13 czerwca 1945 w Ostrowach nad Okszą) – polski ksiądz katolicki, teolog i biblista, profesor Katolickiego Uniwersytetu Lubelskiego.

## Droga naukowa
Studia teologiczne odbył w Częstochowskim Seminarium Duchownym w Krakowie, święcenia kapłańskie otrzymał w 1969 r. Po czterech latach pracy duszpasterskiej rozpoczął studia specjalistyczne z biblistyki na KUL (1973-1976) ukończone tytułem licencjata, a następnie doktoratem z teologii biblijnej. Kontynuował studia biblijne na Papieskim Instytucie Biblijnym w Rzymie (1978-1980), które zakończył uzyskaniem stopniem licencjata nauk biblijnych oraz podróżą naukową do Grecji, Turcji, Egiptu i Izraela. Od 1976 r. był pracownikiem Szkoły Biblijnej KUL i asystentem ks. prof. Stanisława Łacha, a po powrocie z Rzymu – adiunktem przy Katedrze Egzegezy Starego Testamentu. Habilitował się na podstawie pracy Bóg przybywa ze Synaju. Staroizraelskie formuły teofanijne a początki religii Izraela (Lublin 1989). W 1996 r. wraz ze stanowiskiem profesora KUL objął kierownictwo Katedry Egzegezy Ksiąg Historycznych i Dydaktycznych Starego Testamentu na Wydziale Teologii KUL. Tytuł profesora otrzymał w 2001 r.
W 1980 r. rozpoczął wykłady w Wyższym Seminarium Duchownym Diecezji Częstochowskiej. W latach 1989–1992 pełnił funkcję ojca duchownego Konwiktu Księży Studentów KUL, a w latach 1992-1994 był rektorem WSD w Częstochowie. Od 1994 do 1998 r. był kapelanem Domu Rekolekcyjnego w Laskach Warszawskich. W latach 1998–2004 osiadł ponownie w Częstochowie, gdzie poza wykładami w WSD współpracował z Archidiecezjalnym Radiem "Fiat", Sekcją Biblijną Polskiego Towarzystwa Teologicznego oraz z Polskim Towarzystwem Mariologicznym. Prowadził także Szkołę Słowa Bożego w różnych ośrodkach.
W 2004 r. powrócił do Lublina i poświęcił się wyłącznie pracy w Instytucie Nauk Biblijnych KUL. W latach 2000–2007 odbył kilka podróży naukowych do krajów Bliskiego Wschodu. Jest współredaktorem naukowym Biblii Paulistów, serii Nowy Komentarz Biblijny (Edycja Świętego Pawła) oraz Biblii lubelskiej. W 2012 r. przeszedł na emeryturę.
W 2015 r. został wyróżniony tytułem członka honorowego Stowarzyszenia Biblistów Polskich. W czasie ogłoszenia wyróżnienia ofiarowano mu księgę pamiątkową: Gloriam praecedit humilitas. Księga Pamiątkowa dla Księdza Profesora Antoniego Troniny w 70. rocznicę urodzin, red. Mariusz Szmajdziński, Częstochowa 2015, ss. 932.

### Publikacje książkowe
- Bóg przybywa ze Synaju. Staroizraelskie formuły teofanijne a początki religii Izraela (Lublin 1989);
- Przez krzyż do nieba. Różańcowe misteria Chrystusa i Kościoła (Niepokalanów 1992);
- Teologia Psalmów. Wprowadzenie do lektury Psałterza (Lublin 1995);
- Zawitaj Pani Świata. Obrazy i symbole biblijne w Godzinkach o Niepokalanym Poczęciu NMP (Niepokalanów 1995),
- Apokalipsa, orędzie nadziei (Częstochowa 1996);
- Psałterz Biblii greckiej (Lublin 1996);
- Panie, abym przejrzał. Ślepota i niewidomi w Biblii (Lublin 1997);
- Do Hebrajczyków (Częstochowa 1998);
- Księga Tobiasza - Księga Judyty - Księga Estery. Tłumaczenie - wstęp - komentarz (Lublin 2001);
- Biblia w Qumran (Kraków 2001);
- Wprowadzenie do języka syryjskiego (Kielce 2003);
- Tajemnica Słowa. Wprowadzenie w lekturę Pisma Świętego (Częstochowa 2003);
- Przez Krzyż do światła. Różańcowe misteria Chrystusa i Kościoła (Niepokalanów 2004);
- Księga Kapłańska. Wstęp - przekład z oryginału - komentarz (Częstochowa 2006);
- Podstawy gramatyki języka ugaryckiego (Kielce 2006);
- Księga Kapłańska (Podręczny komentarz biblijny. Stary Testament; Tarnów 2009);
- Biblijne nazwy osobowe i topograficzne. Słownik etymologiczny (Częstochowa 2009);
- Apokryfy syryjskie (Kraków 2011);
- Wokół Biblii w Qumran. Od Targumu (11Q10) do midraszu (1Q20) (Kraków - Mogilany 2012);
- Księga Hioba. Wstęp - przekład z oryginału - komentarz (Częstochowa 2013);
- Pierwsza Księga Kronik. Wstęp - przekład z oryginału - komentarz (Częstochowa 2015);
- Poznaj swoją godność. Imiona chrzcielne w Polsce (Częstochowa 2016);
- Druga Księga Kronik. Wstęp - przekład z oryginału - komentarz (Częstochowa 2016);
- Księgi świętych tajemnic Henocha (Henoch słowiański; 2 Hen) (Apokryfy Starego Testamentu 3; Kraków: Enigma 2016);
- Drzewo życia w rajskim ogrodzie. Biblijne korzenie mistyki Krzyża (Częstochowa 2017);
- Reguła Zrzeszenia i inne teksty prawne z Qumran. Adnotowany przekład z hebrajskiego 1QS, 1QSa, 1QSb, CD, 1QM (Teksty z Pustyni Judzkiej 3; Kraków: Enigma 2017);
- Epos o Gilgameszu (Kraków: Enigma 2017);
- Księga Jubileuszy czyli Mała Genesis. Przekład i opracowanie (Kraków: Enigma 2018);
- Apokryficzne Księgi Barucha (Apokryfy Starego Testamentu 5; Kraków: Enigma 2018);
- Ze skarbca biblijnych apokryfów. Opracowanie, przekład, wprowadzenie (Apokryfy Starego Testamentu 6; Kraków: Enigma 2019);
- Targum Neofiti 1. Księga Kapłańska (Biblia Aramejska; Lublin: Gaudium 2019);
- Maryja i Kościół. O litanii loretańskiej w rytmie lectio divina (Częstochowa: Edycja Świętego Pawła 2020);
- Zwój Świątyni oraz pokrewne teksty z Qumran. Adnotowany przekład z hebrajskiego 11QTemple, 4Q365a, 4QMMT, Nowa Jerozolima (Teksty z Pustyni Judzkiej 5; Kraków: Enigma Press 2020);
- Komentarze biblijne z Qumran: od midraszu do peszeru (Teksty z Pustyni Judzkiej 6; Kraków: Enigma Press 2020);
- Aramejska księga gigantów oraz pokrewne teksty z Qumran. Wstęp, przekład i komentarz (Teksty z Pustyni Judzkiej 8; Kraków: Enigma 2021);
- Księga Kapłańska. Wstęp, przekład, miejsca paralelne i komentarz (Biblia Lubelska; Lublin: Wydawnictwo KUL 2021);
- Księga Psalmów. Wstęp, przekład i komentarz (Biblia Lubelska; Lublin: Wydawnictwo KUL 2021);
- Księga Hioba. Wstęp, przekład, miejsca paralelne, komentarz (Biblia Lubelska; Lublin: Wydawnictwo KUL 2021);
- Diodor z Tarsu. Komentarz do Psalmów 1-50 (Biblia Ojców 3; Częstochowa: Edycja Świętego Pawła 2022).